# Scottish Young Greens
Scottish Young Greens (SYG) est l'aile jeunesse indépendante des Scottish Greens, le parti vert écossais. Elle se focalise sur la politique écologique et la politique des jeunes. L'adhésion aux Scottish Young Greens est ouverte à toute personne âgée de 12 à 30 ans et à tout étudiant inscrit dans l'enseignement supérieur ou complémentaire, à condition qu'il ne soit pas membre d'un parti politique rival. Les Jeunes Verts écossais entretiennent des relations de travail étroites avec les autres représentants et groupes d'intérêt du parti, et sont une organisation membre de la Fédération des jeunes verts européens.

## Histoire
Les Jeunes Verts écossais se sont séparés officiellement et à l'amiable des Jeunes Verts d'Angleterre et du Pays de Galles en 2003, plus de dix ans après que le Parti vert écossais et le Parti vert de l'Angleterre et du pays de Galles se soient séparés de la même manière.
Les jeunes verts écossais ont fait campagne de diverses manières en faveur de projets de loi écossais et britanniques sur le climat, les universités Fairtrade, ou encore pour un système d'éducation gratuit et équitable.
Lors de la COP26 en novembre 2021, les Jeunes Verts écossais organisent un certain nombre d'événements dans un Youth Hub, en étroite collaboration avec les Global Young Greens et la Fédération des jeunes verts européens.

## Membres notables
Un certain nombre de jeunes verts écossais ont été élus à des fonctions publiques. Ross Greer est devenu le plus jeune membre du Parlement écossais jamais élu au Parlement lors des élections législatives écossaises de 2016, représentant la région de l'ouest de l'Écosse, et lors des élections législatives écossaises de 2021, l'ancienne co-animatrice des Jeunes Verts écossais Gillian Mackay est élue première membre du Parlement écossais verte pour le Central Scotland. Lors des élections locales écossaises de 2017, 16 % des candidats du Parti Vert écossais étaient des Jeunes Verts.